# Саксония (паровоз)
«Саксония» (лат. Saxonia) — первый немецкий паровоз, построенный в 1838 году по образцу английского паровоза «Comet» конструктором Иоганном Андреасом Шубертом для железной дороги Лейпциг—Дрезден.
Разрабатывала и изготовляла паровоз созданная 1 января 1837 года фирма «Maschinenbauanstalt Übigau» под Дрезденом. Шуберт с самого начала руководил предприятием. Постройка локомотива для фирмы была техническим и экономическим риском: не было ни опыта в паровозостроении, ни заказа.
Предполагалось, что «Саксония» пойдёт в эксплуатацию с открытием Лейпцигско-Дрезденской железной дороги 8 апреля 1839 года. Но англичане, у которых до тех пор была железнодорожная монополия, не позволили Шуберту осуществить задуманное. Первый поезд на новых рельсах тянули два английских локомотива. «Саксония» (её водил Шуберт) могла следовать только за первым поездом. При эксплуатации было отмечено несколько случаев саботажа.
«Саксонию» позже всё равно использовали. Известно, что в 1843 году она прошла 8666 километров. О дальнейшей судьбе «Саксонии» нет достоверных сведений. Её имя было использовано дорогой повторно в 1856 году.